# コネクションマシン

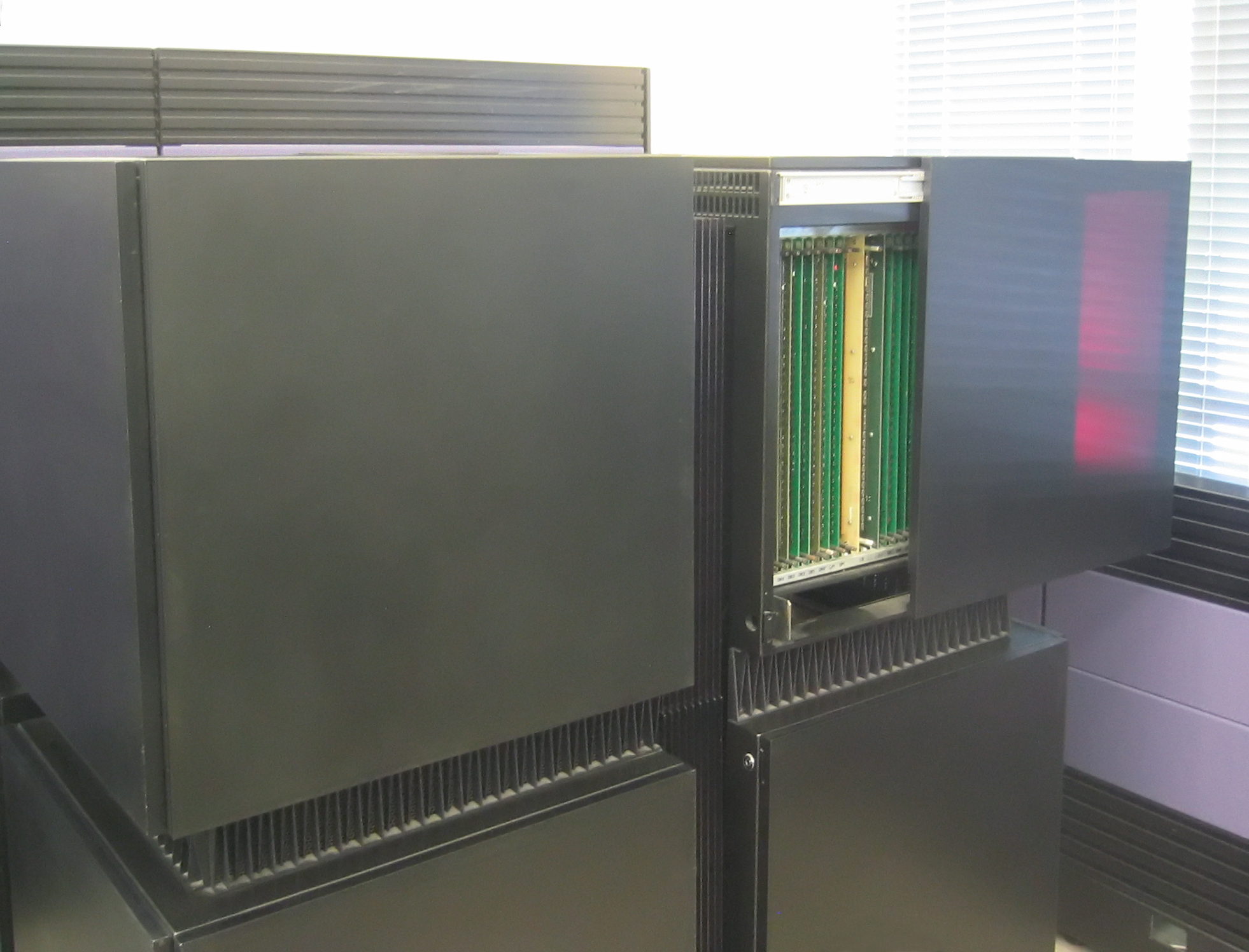
シンキングマシンズ社 CM-1。マウンテンビューの Computer History Museum にて展示されている

コネクションマシン（Connection Machine）は、スーパーコンピュータシリーズの名称である。1980年代初頭、マサチューセッツ工科大学の Danny Hillis によるノイマン型コンピュータの代替となるアーキテクチャの研究から発展して製品化された。最初の CM-1 は、MITで考案されたもので、数千の単純なプロセッサノード（それぞれにRAMを持つ）をハイパーキューブ型に接続した超並列マシンであり、各CPUノードにはRAMを持ちSIMD方式で動作した。人工知能や記号処理に使うことを目的としていたが、計算科学分野で成功した。
Hillis と Sheryl Handler はシンキングマシンズ社をマサチューセッツ州 Waltham に設立し（1983年）、CM-1 を製造し、後に最大 65,536プロセッサ構成の CM-2を開発した。各プロセッサは非常に単純な 1ビットプロセッサである。後に数値演算コプロセッサ（Weitek 3132）を追加できるように改良され、32ノードがひとつの数値演算コプロセッサを共有する構成となっていた。CM-2 の小規模版 CM-2a（最大 4096プロセッサか 8192プロセッサ）や、高速版 CM-200 も後にリリースされた。

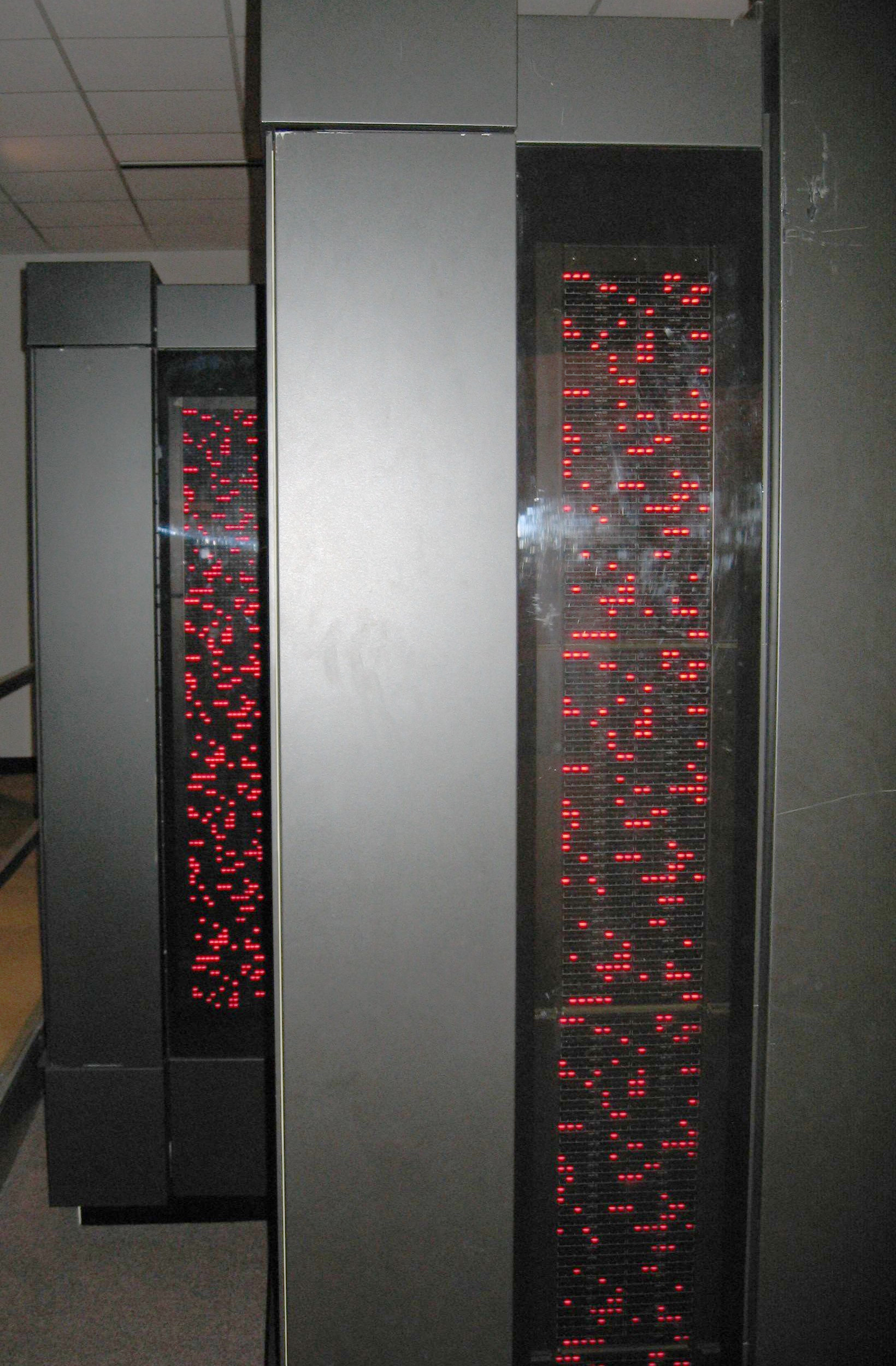
NSAの暗号博物館に展示されている CM-5

その本来の目的がAI研究であったため、CM-1/CM-2 のソフトウェアはLISPが基本とされ、Common Lispの派生版である *Lisp（スターリスプ）が実装された。CM-1/2のユーティリティの大半は *Lisp で書かれていた。
1991年に発表された CM-5 では、アーキテクチャを完全に変更し、Fat Tree構成のネットワークでSPARC RISCプロセッサを接続し、MIMD方式で動作した。後継の CM-5E では、SPARC を SuperSPARC に置き換えている。
コネクションマシン（CM-1）は一辺が 1.5メートルの立方体型であった。8個の同サイズの立方体に分かれている。その各立方体内に16枚のプリント基板とプロセッサが収められていた。各プリント基板には32個のチップが搭載されている。各チップには、ルーターと呼ばれる伝送路、16個のプロセッサ、16個のRAM、その他電子部品が集積されている。コネクションマシンは、全体としてはルーティングネットワークと主記憶と入出力プロセッサから構成されていた。そのスイッチングネットワーク部分を nexus と呼ぶ。主記憶装置は512メガバイト、補助記憶装置は 10ギガバイトであった。
コネクションマシンはその特異なデザインで記憶されている。CM-2 は立方体型で、その表面の大部分で LED が点滅しているのが見えた。CM-5 は上から見ると稲妻型になっていて、やはりLEDが多数並んだパネルが付いていた。そのデザインのためと思われるが、CM-5は、映画『ジュラシックパーク』で中央制御室に置かれていた。
コネクションマシンについて書かれた Danny Hillis 自身の著作 The Connection Machine (MIT Press Series in Artificial Intelligence) (ISBN 0262081571) は既に絶版となっている（2005年現在）。この本ではコネクションマシンの哲学、アーキテクチャ、ソフトウェアを概観しており、CPUノード間のデータルーティング手法、超並列マシンでのLISPプログラミング手法などが解説されている。なお、邦訳は1990年にパーソナルメディアより刊行(ISBN 4-89362-062-2)され、現在でも入手可能である（2009年10月現在）。邦訳にあたっては1985年発行の原書の内容が古くなったため、Danny Hillis自身の希望により、訳者がCM-2の記述を第2部として追加している。